# Хэскелл, Сьюзан
Сью́зан Хэ́скелл (англ. Susan Haskell, род. 10 июля 1968, Торонто, Канада) — американская актриса.
Сьюзан Хэскелл наиболее известна по своей роли в дневной мыльной опере «Одна жизнь, чтобы жить», где она снималась на протяжении двух десятилетий. Она выиграла две Дневные премии «Эмми» за свою роль в 1994 и 2009 годах. В прайм-тайм Хэскелл известна по роли в сериале «Военно-юридическая служба», в котором она снималась в 1998—2001 годах.

## Частичная фильмография
- 1991 — Только бизнес / Strictly Business
- 1995 — Зоя / Zoya
- 1996 — Миссис Уинтерборн / Mrs. Winterbourne
- 1999 — Умный дом / Smart House
- 1998—2001 — Военно-юридическая служба / JAG
- 2002 — Черная точка / Black Point
- 2006 — Ложное искушение / The Good Shepherd
- 1992—1997, 2004, 2005, 2008—2011 — Одна жизнь, чтобы жить / One Life to Live